# Alexandre-Louis-Albert-Charles de Bancalis de Maurel d'Aragon
Alexandre Louis Albert Charles de Bancalis de Maurel d'Aragon, marquis, né le 24 mai 1844 à Saliès et mort le 5 mars 1896 au château de Sainte-Gemme (Bram), est un diplomate et historien français.

## Biographie
Alexandre-Louis-Albert-Charles de Bancalis de Maurel d'Aragon est le fils de  Charles-François-Armand de Bancalis de Maurel d'Aragon et de Thérèse Julie Virginie Séraphine Visconti d'Aragona. Marié le 28 novembre 1876 à Louise de Lordat (1852-1914), fille de Charles de Lordat, il est le grand-père de Charles d'Aragon.
Il est  attaché d'ambassade à Londres et au cabinet du 2ème duc Louis Decazes, ministre des Affaires étrangères. Charles d'Aragon collabore à la Revue des Deux-Mondes, dans lequel il publie notamment Le Voyage de l'impératrice Catherine II en Crimée en 1893. Il est président du comité royaliste du Tarn.
Il est nommé mainteneur de Académie des Jeux floraux en 1876 (fauteuil n°22).
Il est lauréat de l'Académie française (Prix Thérouanne) en 1894. Il est également décoré des ordres de Léopold de Belgique, du Christ du Portugal, de Sainte-Anne de Russie et de Pie IX.

## Œuvres
- Le prince Charles de Nassau-Siegen, d’après la correspondance inédite de 1784 à 1789 - Plon, 1893 (Prix Thérouanne)
- Souvenirs et traditions... : brouillon inachevé : pages d'histoire familiale, XVIIe – XIXe siècle, 2001
- Un paladin au XVIIe siècle, Plon, Nourrit et Cie , 1893

## Décorations
- Chevalier de l'ordre de Léopold
- Chevalier de l'ordre du Christ
- Chevalier de l'ordre de Pie IX
- Ordre de Sainte-Anne